# 사카리역
사카리역(일본어: 盛駅)은 일본 이와테현 오후나토시에 위치한 산리쿠 철도 · 이와테 개발 철도의 철도역이다. 이 역을 기점으로 하는 산리쿠 철도의 미나미리아스 선과 이와테 개발 철도의 히코로이치 선 · 아카사키 선 등 4개의 노선이 운행되고 있다. 단선 · 섬식의 형태를 갖춘 2면 3선 구조의 복합 승강장을 갖춘 지상역이다. 원래 JR 동일본의 오후나토 선의 소속 역이었으나, 2020년 4월 1일에 게센누마 역 - 사카리 역 간의 철도 사업 폐지로 인해 철도역으로는 폐역 처리가 됨으로써, JR 동일본은 이역에서 철도 사업을 철수하였다.

## 타는 곳
| 1 | ■ 오후나토 선                 | 하차 전용            |
| 2 | ■ 오후나토 선                 | 게센누마 방면        |
| 3 | ■ 산리쿠 철도 미나미리아스 선 | 료리 · 가마이시 방면 |

## 이용 현황
| 연도 | 승차 인원 추이 | 승차 인원 추이 |
| 연도 | JR             | 산테쓰         |
| ---- | -------------- | -------------- |
| 2000 | 436            |                |
| 2001 | 421            |                |
| 2002 | 404            | 288            |
| 2003 | 425            | 279            |
| 2004 | 400            | 281            |
| 2005 | 413            | 257            |
| 2006 | 379            | 254            |
| 2007 | 365            | 255            |
| 2008 | 362            | 234            |
| 2009 | 349            | 229            |
| 2010 | 328            | 226            |
| 2013 | 173            | 102            |
| 2014 | 226            | 206            |
| 2015 | 272            |                |

## 역 주변
- 국도 제45호선 · 국도 제107호선
- 산리아 쇼핑센터
- 오후나토 시청

## 인접 역
| 산리쿠 철도 미나미리아스 선                  | 산리쿠 철도 미나미리아스 선 | 산리쿠 철도 미나미리아스 선  |
| -------------------------------------------- | --------------------------- | ---------------------------- |
| 시·종착역                                    | ■ 미나미리아스 선           | 리쿠젠야마사키 가마이시 방면 |
| 이와테 개발 철도 히코로이치 선 · 아카사키 선 |                             |                              |
| 시·종착역                                    | 히코로이치 선               | 조안지 이와테이시바시 방면   |
| 시·종착역                                    | 아카사키 선                 | 아카사키 아카사키 방면       |

틀:산리쿠 철도 미나미리아스 선